# Tokyo Hot Club Band
東京ホット倶楽部バンド（とうきょう ホット くらぶ バンド、Tokyo Hot Club Band）は、1985年に浦上宗治（プロデューサー）、大矢貞男（バイオリン）、船山健一（ギター）を中心に東京福生で結成されたギター、バイオリン、ベース等の弦楽器を中心としたスイングジャズバンド。

## 歴史
- 1985年 11月 バンド結成
- 1986年 8月 芝青年会館に於いて自主コンサート
- 1987年
  - 2月 インクスティック芝浦に於いてダンスパーティー「踊派」開催
  - 3月 NHK FM「セッション'87」に出演
  - 8月 日本教育会館に於いてオリジナル公演「奏乱」
  - 11月 インクスティック芝浦に於いて「フレンチパーティー」開催。 TBSラジオ「ハニーサウンド・ライブ」出演
- 1988年
  - 6月 フランスツアー「ジャンゴラインハルト・フェスティバル」出演
  - 7月 東急ケーブルTV「東京ホット倶楽部バンド・アラウンド ザ・ワールド」出演
  - 8月 キングレコードよりアルバム「白い水玉」をリリース
  - 12月 青山CAYに於いて結成3周年コンサート、NHK FM「セッション'88」に出演。「横浜サマーナイトフェスティバル」出演
- 1989年
  - 4月 三越劇場に於いてオリジナル公演「弦奏」
  - 6月 フランスツアー、パリ、サモア、アルジュレスコンサート出演、フランス文科省主催「フェテ・ドラ・ミュージック音楽祭」出演、フランスのFMラジオ局ヨーロッパ1の「ジャズマグ」に出演
  - 11月 キングレコードよりセカンドアルバム「クラブ・ド・サンジェルマン・1946」をリリース
- 1990年
  - 3月 文京ケーブルネットワーク、ブックチャンネル「ミュージック・スクウェアー」出演、オーストラリツアー アデレード、メルボルン、シドニーに於いてコンサート及びフェスティバル アデレード芸術祭「エルダーパークコンサート」に出演、オーストラリ国営TVチャンネル「トゥナイトライブwithスティーブ・バイザー」出演
  - 6月 渋谷クラブクワトロに於いて帰国コンサート、全国23局ケーブルTVネットワーク「LIVE SAT」出演
  - 7月 イギリス「バーミンガム・インターナショナル・ジャズフェスティバル」出演。バーミンガムグランドホテルに於いてコンサート
  - 11月 渋谷クラブクワトロにて「ジプシースイングVol.1」を開催、オランダのバンド「カペリノ」とジョイントコンサート、NHK FM「セッション'90」に出演
  - 12月 東急文化村シアターコクーン「ティンゲルタンゲル」出演
- 1991年
  - 3月 映画「ハネムーンは無人島」音楽制作。キングレコードよりサードアルバム「ボン・ヴォヤージュ」をリリース。青山CAYに於いてハーブ・オオタとジョイントコンサート
  - 4月 東急文化村シアターコクーン「ル・バル」出演
  - 5月 ガーランドレーベルよりハーブ・オオタとの共演アルバム4作目「テイク・ア・ホーリーディ」をリリース
  - 7月 玉川ジャズフェスティバルに出演
  - 11月 NHK総合TV「夜にありがとう」に出演
- 1992年
- 3月 ニュージーランド国際芸術祭に出演。シドニー国際ジャズフェスティバルに出演
- 6月 NHK総合TV「音楽は恋人」に出演
- 8月 青山CAY「環太平洋極楽音楽」主催及び出演。大分城島ジャズインに出演
  - 11月 国際交流イベント「ジプシースイング'92」ホットクラブ・ド・ノルウェッジ来日公演主催及び出演
- 1993年
  - 4月 ホットクラブパシフィック・レーベルよりアルバム5作目「ディープ・ブレス」をリリース
  - 5月 ハワイのウクレレキング、ハーブ・オオタとのジョイントコンサート
  - 11月 ニュージーランドのシンガー、グランド・チルコットとのジョイントコンサート
- 1994年
  - 10月 恵比寿ガーデンプレイス、グランドオープニング出演
- 1995年
  - 4月 アルファーレコードよりアルバム6作目「モンタージュ」をリリース
  - 7月 雑誌ターザン主催スバルスポーツ＆アウトドア高原ライブ出演
  - 9月 伊丹プロ映画「静かなる生活」キャスト出演、一部制作
  - 10月 ホテル「メトロポリタン」コンサート出演
  - 11月 在日フランス商工会議所主催「ガラパーティー」ショー出演
  - 12月 ホットクラブ主催コンサート「ハーブ・オオタ、ウクレレ・クリスマス」友情出演
- 1996年
  - 3月 伊勢丹フレッドフェアーパーティーにパトリック・ヌジェと出演
  - 4月 '96巨人軍激励会での演奏
  - 5月 黒澤楽器「ファビノ・フェアー」デモ演奏
  - 6月 KENZOファッションショー演奏出演
  - 7月 お台場「DECKS」グランドオープン演奏
  - 10月 新宿「タイムズスクエア」グランドオープン演奏
  - 12月 湘南FM公開生放送に出演
- 1997年
  - 2月 青山CAY12周年記念ライブ「UNLIMITED LIVE」主催及び出演。湘南FM公開生放送に出演
  - 7月 カンダパンセホール、ハーブ・オオタコンサートにゲスト出演
  - 10月 新宿高島屋タイムズスクエア1周年イベント
- 1998年
  - 2月 湘南ビーチFM公開生放送に出演。青山CAY「踊派」企画、主催及び演奏
  - 7月 ポルトガル「リスボン万博」ジャパンデー出演
- 1999年
  - 4月 青山マンダラ「吉田日出子with東京ホット倶楽部バンド」企画及び出演
- 2000年
  - 3月 六本木スイートベイジルで「Django2000」ジプシースイングコンサートの企画、主催。長野県「Django2000」ジプシースイングコンサートの企画、出演
- 8月 「Django2000」live CDをリリース
- 10月 兵庫県「Django2000 Takarazuka」出演、マイクロソフト社主催の懇親会で演奏。アルバム7作目「TRAIN BLUE」をリリース
- 2001年
  - 4月 六本木スイートベイジル・エルジャポン創刊200号記念「コクトーナイト」出演
  - 6月 湘南ビーチFMに、ハワイのハーブ・オオタJrをゲストに迎え出演
- 2003年
  - 9月 LAJAカルチャーライブ「ジプシースイング」出演
  - 10月 ジャンゴラインハルトフェスティバル・イン・トウキョウ出演。カルティエパーティー名古屋で演奏
  - 12 目黒庭園美術館モルガンスタンレー・アールデコ・コンサート出演
- 2004年
  - 7月 モナコ政府観光局パーティー・六本木ヒルズクラブ演奏
  - 8月 ジャンゴラインハルトフェスティバル・イン・トウキョウ出演
- 2005年
  - 9月 オーストラリとの文化交流イベント「フィドルフェスティバルインジャパン」の日本に於いての立ち上げと制作に協力及び参加
- 2006年
  - 9月 大阪池田市民会館での「フィドルフェスティバルインジャパン」制作に参加。ナイジェル・マクレアン、ジョーチンダモ等のコンサートに参加、協力
- 2007年
  - 10月 大大阪スイングの協力・出演（心斎橋そごう本店・そごう劇場）
  - 11月 カレコペンハーゲン 08'年新作「スイートセンセイション」レセプションパーティー
- 2008年
  - 2月 桂由美2008年グランドコレクション「サウンドシャワーウエディング」演奏及び音楽制作
  - 4月 ロマンチック村リニューアルオープニング演奏
  - 9月 オータムイントウキョウ・南青山マンダラ出演
  - 10月 自由ケ丘女神祭「Jazz Station」出演
- 2009年
  - 2月 アルバム8作目「Autumn in Tokyo」をリリース
  - 5月 兵庫県立芸術文化センター「結成25周年公演」
- 2014年
  - ホットクラブパシフィック・レーベルよりアルバム9作目「Window With A View」をリリース
- 2015-2020年　 栃木県さくら市で毎年7月に行われる「さくら ジャンゴ・ラインハルト・フェスティバル」に出演
- 2020年　プロデューサー浦上宗治氏4月14日死去
- 2022年　オリジナルメンバー（大矢貞男、船山健一、キヨシ小林、田野重松）によるライブを吉祥寺マンダラ２で行う

## メンバー
- 1985-1988 大矢貞男（バイオリン）、船山健一、小林きよし、福島久雄（ギター）、田野重松（ベース）
- 1989-1990 大矢貞男（バイオリン）、船山健一、小林きよし、谷村隆彦（ギター）、田野重松（ベース）
- 1990-1991 大矢貞男（バイオリン）、船山健一、畑ひろし、広瀬健二（ギター）、佐藤泰彦（ベース）
- 1992-1993 大矢貞男（バイオリン）、広瀬健二、畑ひろし、杉山太郎（ギター）、大角一飛（ベース）
- 1993-1996 大矢貞男（バイオリン）、広瀬健二、杉山太郎、福島久雄（ギター）、大角一飛（ベース）
- 1997-2014 大矢貞男（バイオリン）、広瀬健二、杉山太郎、水口昌昭（ギター）、大角一飛（ベース）
- 2015-        大矢貞男（バイオリン）、水口昌昭、山本大暉（ギター）、遠藤定（ベース）

## その他メンバー
- （ギター）海部治郎、新井聡、佐藤俊之、Tetuhiko Chida(スパイダーテツ)、高木大輔
- （ベース）高橋としひこ、小西ただあき、安ヵ川大樹、小美濃雄太、楠井五月

## ディスコグラフィ
- 1988 白い水玉（キングレコード）
- 1989 クラブ・ド・サンジェルマン・1946（キングレコード）
- 1991 ボン・ヴォヤージュ（キングレコード）
- 1991 テイク・ア・ホーリーディ with ハーブ・オオタ（ガーランドレーベル）
- 1993 ディープ・ブレス （ホットクラブパシフィック・レーベル）
- 1995 モンタージュ（アルファーレコード）
- 2000 Django2000」live CD（ホットクラブパシフィック・レーベル）
- 2000 トレイン・ブルー（ホットクラブパシフィック・レーベル）
- 2009 Autumn in Tokyo （ホットクラブパシフィック・レーベル）
- 2014 Window With A View（ホットクラブパシフィック・レーベル）